# 黄泥塘街道
黄泥塘街道，是中华人民共和国湖南省娄底市娄星区下辖的一个乡镇级行政单位。

## 行政区划
黄泥塘街道下辖以下地区：
新立社区、福岭社区、双园社区、市场社区、凤阳社区、高溪社区、洪家洲社区、谭家山社区、索桥社区、花庙冲社区、朝阳社区、公园社区、旁山冲社区、碧溪社区、南阳村、恩口村、东来村、曹家村和涟滨村。